# 比拉夫拉雷斯
比拉夫拉雷斯，是西班牙加泰罗尼亚赫罗纳省的一个市镇。总面积6平方公里，总人口2034人（2001年），人口密度339人/平方公里。